# Molino Serravalle
Il molino Serravalle fa parte di un sistema di mulini medievali impiantato lungo il fiume Merse, nel territorio di Sovicille in provincia di Siena. Tramite uno sbarramento del fiume detto steccaia, tuttora esistente, si deviarono parte delle acque del fiume in una lunga gora, mantenuta ad un livello costante, che alimentava i bottacci di parecchi mulini. Di alcuni di questi sopravvive solo qualche rudere, di altri ci sono solo tracce documentarie, ma rimangono invece tre mulini monumentali medioevali, che rappresentano lo sforzo immane che Siena esercitò per ovviare alla sua endemica mancanza d'acqua. Lo sfruttamento dell'energia idraulica infatti rappresentò un fattore propulsivo sia nel settore siderurgico, per il funzionamento delle ferriere, sia di quello tessile, per le gualchiere. Al tramonto nello stato senese di questi settori economici, rimase in piedi la sola attività molitoria, stentatamente giunta alla modernità. Questo molino in particolare risale al XII secolo, e mostra l'evidente autenticità del suo torrione medievale ancora intatto, che conteneva in origine quattro palmenti, cioè quattro macine, operabili separatamente. La tecnologia impiegata, prevalente in Toscana, era quella del ritrecine, una ruota orizzontale, munita di cucchiai, collocata in un locale sotterraneo all'interno del mulino, detto carcerario. Quando i cucchiai venivano sferzati dal getto dell'acqua, proveniente da una condotta aperta a comando, facevano girare vorticosamente il ritrecine trasmettendo il moto, tramite un asse regolabile, alla macina, mantenendo al macchinario compattezza e semplicità di manutenzione. L'impiego di questa tecnologia, di origine altomedioevale, è in sostanza rimasto valido sino all'introduzione dell'energia elettrica. L'originaria struttura è ancora perfettamente visibile, e teoricamente funzionante, per quanto abbandonata.